# Hans Ahlgrimm
Hans Ahlgrimm (* 10. November 1904 in Wien; † 23. April 1945 in Berlin) war ein österreichischer Komponist und Violinist.

## Leben
Ahlgrimm, dessen Schwester die Cembalistin Isolde Ahlgrimm war, erhielt seinen ersten Klavierunterricht von der Mutter. Alsbald wurde festgestellt, dass er ein absolutes Gehör besaß. Ab 1910 erhielt er Violinunterricht am Konservatorium der Stadt Wien. 1919 wurde er endgültig für die musikalische Laufbahn bestimmt und trat in die Universität für Musik und darstellende Kunst Wien ein. Er studierte bei Ferdinand Löwe Orchester, bei Franz Schmidt Kontrapunkt und Komposition und bei Eusebius Mandyczewski Musikgeschichte und Instrumentenkunde. Nebenher studierte er Violine bei Otakar Ševčík. Er schloss sein Studium mit Doktortitel ab. Er schrieb eine Dissertation über Pierre Rode. In den Jahren 1925 bis 1926 war er Konzertmeister des Musikvereins Innsbruck. Von 1926 bis 1929 war er als Lehrer am Wiener Volkskonservatorium angestellt. Die Staatsoper Berlin engagierte ihn 1929 als ersten Geiger. Von 1931 bis zu seinem Tod 1945 war er als zweiter Geiger und Bratscher bei den Berliner Philharmonikern beschäftigt. Als Komponist machte er sich vor allem mit seinem Trompeten-Konzert einen Namen, das von den Philharmonikern mehrfach aufgeführt wurde.

## Werke (Auswahl)
- Sonate für Violine oder Altflöte und Klavier
- Konzert für Trompete mit kleinem Orchester
- Konzert für Violine mit Orchester
- Divertimento für Violine, Flöte und Viola
- ”Komm süßer Tod”, sinfonische Variationen über ein Thema von Joh. Seb. Bach für großes Orchester
- Gleichnis: Es ist ein Brunnen, der heißt Leid (Rich. Dehmel), für 6-stimmigen gemischten Chor.